# Múscul cricotiroidal
El múscul cricotiroidal (musculus cricothyroideus) és un dels músculs de la laringe. S'insereix en la cara anterolateral de l'arc del cartílag cricoide i a la banya i làmina inferior del cartílag tiroide. És l'únic múscul laringi innervat pel nervi laringi extern.

## Acció
Actuen reduint l'espai entre els cartílags cricoide i tiroide. Aquest moviment produeix una separació entre el cartílag tiroide i l'apòfisi vocal dels aritenoides; així, la longitud i la tensió dels plecs vocals augmenten amb el propòsit de canviar el to vocal.
També actua inclinant el tiroide cap endavant i tensant les cordes vocals; el cartílag bascula cap a davant i augmenta la longitud del replec o corda vocal.

## Imatges addicionals

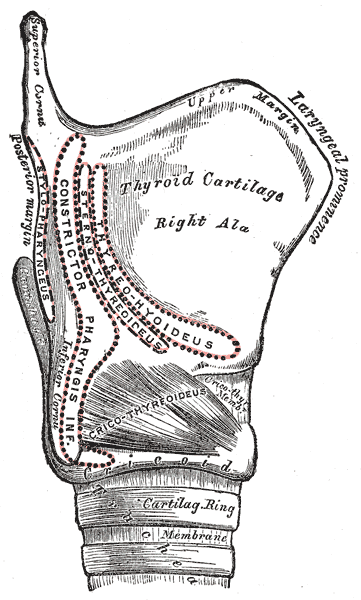
Vista lateral de la laringe, mostrant les insercions musculars.
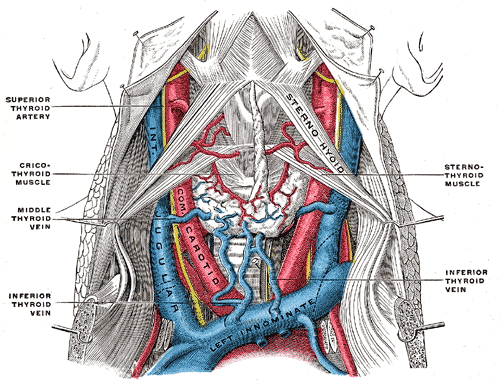
Fàscia i venes tiroidals mitjanes.